# Chadwick Boseman
Chadwick Aaron Boseman (Anderson, Carolina del Sur; 29 de noviembre de 1976-Los Ángeles, 28 de agosto de 2020) fue un actor, guionista y dramaturgo estadounidense.
Inició su carrera como actor en 2003 haciendo apariciones breves en series de televisión como Law & Order, All My Children, Third Watch, CSI: NY, entre otras. Luego ganó popularidad al interpretar a T'Challa en el Universo cinematográfico de Marvel, con apariciones en Capitán América: Civil War (2016), Black Panther (2018), Avengers: Infinity War (2018) y Avengers: Endgame (2019). Gracias a su interpretación del personaje, fue reconocido en los MTV Movie & TV Awards y los Premios de la Crítica Cinematográfica. De igual forma protagonizó películas referentes a la comunidad afroamericana, como 42 (2013), Get on Up (2014) y Da 5 Bloods (2020). En 2018, la revista Time lo nombró una de las 100 personas más influyentes del mundo por «sus intepretaciones de héroes afroamericanos».
Su última película grabada en vida, Ma Rainey's Black Bottom (2020), le valió elogios de la crítica y le otorgó una nominación póstuma al Óscar como mejor actor. También fue reconocido con su primer Globo de Oro, Critics' Choice y SAG, así como con premios honoríficos otorgados por la National Board of Review y los Gotham. Boseman falleció el 28 de agosto de 2020 en su residencia en Los Ángeles, por complicaciones de un cáncer colorrectal que le había sido diagnosticado en 2016 y que había mantenido en secreto al público. Su entierro tuvo lugar el 3 de septiembre de 2020 en su natal Anderson.

## Biografía

### 1976-2003: primeros años
Boseman nació el 29 de noviembre de 1976 en Anderson, Carolina del Sur, hijo de Carolyn, una enfermera, y Leroy Boseman, propietario de una tapicería. Se graduó de TL Hanna High School en 1995 y más tarde, en el año 2000, se graduó de la Universidad de Howard en Washington D. C., con un título en dirección cinematográfica. También se graduó de la British American Drama Academy en Oxford, Oxfordshire.
De 2002 a 2007, fue instructor de drama en el Programa de Becarios "Schomburg Junior", ubicado en el Centro Schomburg para la Investigación de la Cultura Negra en Harlem, Nueva York. Se mudó a Los Ángeles para seguir una carrera como actor en el año 2008.
Boseman debutó en la televisión en 2003 haciendo una breve aparición en la serie Third Watch, y ese mismo año se convirtió en un actor recurrente en la soap opera All My Children. Sin embargo, fue despedido al poco tiempo por haberse quejado con los productores acerca de los estereotipos raciales que manejaban varios personajes, incluyendo el suyo.

### 2004-2014: debut cinematográfico
Entre 2004 y 2008, apareció en series de televisión como Law & Order, CSI: NY, ER, entre otras. En 2008, hizo su debut en el cine interpretando a Floyd Little en la película The Express: The Ernie Davis Story (2008), además de aparecer de forma recurrente en la serie Lincoln Heights.
En 2010, formó parte del elenco principal de la serie Persons Unknown, la cual solo duró una temporada tras ser cancelada por los bajos índices de audiencia. Años después, protagonizó su primera película, 42 (2013), con el papel del jugador de baseball Jackie Robinson. Obtuvo críticas positivas por su actuación. Al año siguiente, protagonizó a James Brown en Get on Up (2014). De igual manera recibió críticas positivas por su actuación.

### 2016-2020: Universo cinematográfico de Marvel y últimos años de carrera

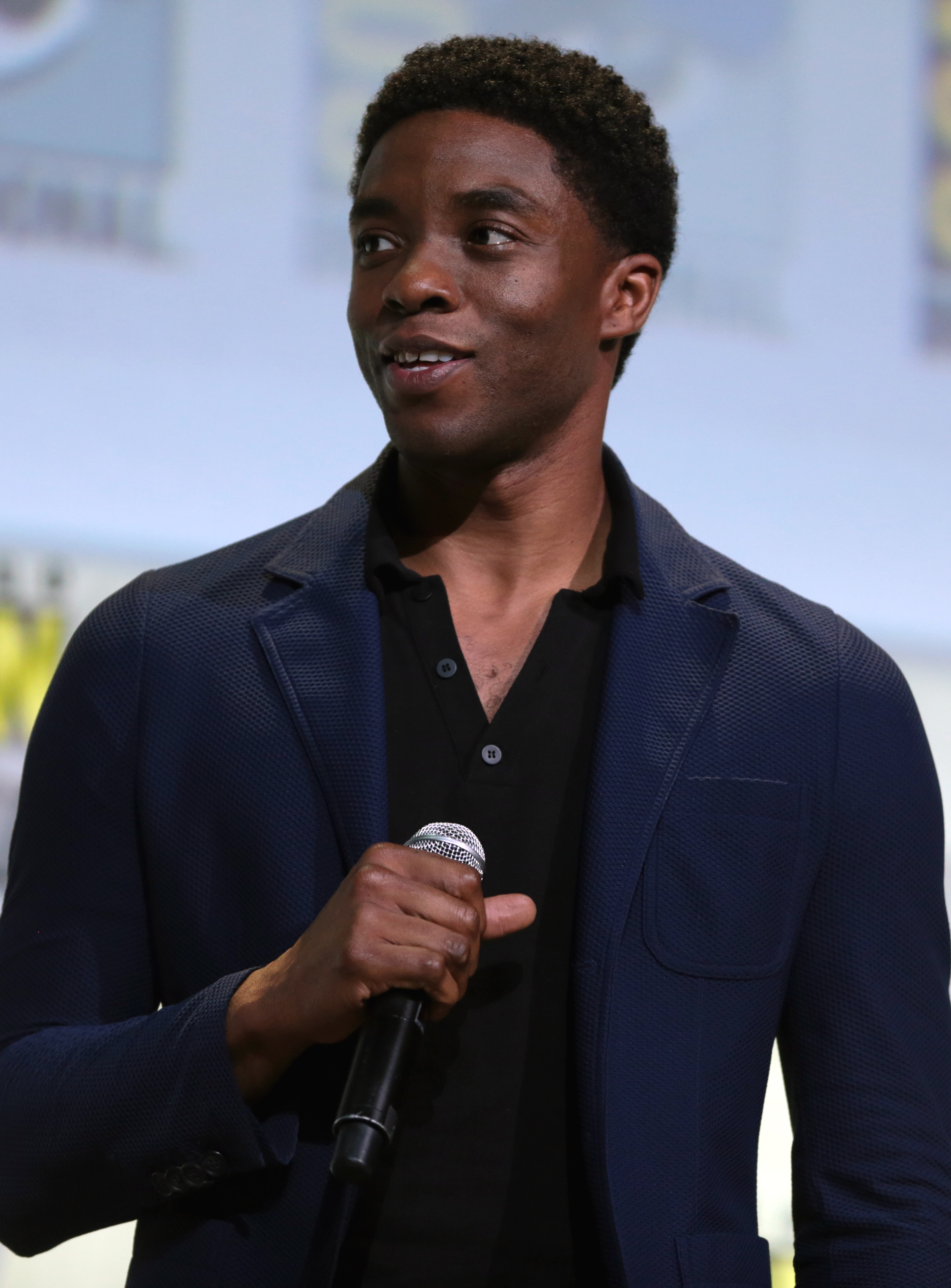
Boseman en la Comic-Con 2016.

En 2016 interpretó a T'Challa en Capitán América: Civil War, película que recaudó $1.1 mil millones de dólares en taquilla, que la hicieron la película más taquillera del 2016. En 2018, repitió su papel como T'Challa en la primera película del mismo superhéroe, Black Panther y en Avengers: Infinity War, las cuales recaudaron $1.3 mil millones de dólares y $2 mil millones de dólares en taquilla respectivamente, siendo la segunda y primera película más taquillera del 2018 en ese orden. Su actuación en Black Panther lo hicieron acreedor de dos premios en los MTV Movie & TV Awards en las categorías de mejor héroe y mejor actuación en una película. Asimismo, en conjunto con el resto del elenco del filme, recibió el galardón al mejor reparto en los Premios del Sindicato de Actores de 2019. Boseman interpretó a T'Challa por última vez en Avengers: Endgame (2019), que fue la película más taquillera de toda la historia con una recaudación de $2.7 mil millones de dólares.
Por otra parte, protagonizó el filme 21 Bridges (2019), del cual también fue productor. Boseman apareció en Da 5 Bloods (2020), la cual fue su última película estrenada en vida. Asimismo, protagonizó Ma Rainey's Black Bottom (2020) junto a Viola Davis, su primera y única película póstuma. Su actuación recibió alabanzas de la crítica, quienes la describieron como «desgarradora», «increíble» y «emotiva». Varios articulistas como Justin Chang de Los Ángeles Times y David Rooney de The Hollywood Reporter la consideraron la mejor actuación de su carrera, y Johnny Oleksinski de The New York Post aseguró que «Boseman sin duda será nominado al Óscar». Con ello, se convirtió en uno de los favoritos a llevarse el Óscar al mejor actor en la ceremonia de 2021. La National Board of Review le otorgó el Premio al Icono por ser «un talento extraordinario que representó lo mejor que un actor podría ser sin importar el papel». También ganó por primera vez en los Golden Globe Awards como mejor actor - drama y se convirtió en apenas el cuarto actor afroamericano en ganar dicha categoría, así como el primer actor en ganarlo de forma póstuma desde Peter Finch en 1977. Recibió igualmente cuatro nominaciones a los Premios del Sindicato de Actores; una como mejor actor por Ma Rainey's Black Bottom y una como mejor actor de reparto por Da 5 Bloods, además que con ambas películas fue nominado a mejor reparto. Boseman repitió dicha hazaña en los Premios de la Crítica Cinematográfica al ganar como mejor actor por Ma Rainey's Black Bottom y ser nominado simultáneamente como mejor actor de reparto por Da 5 Bloods. Si bien Boseman finalmente recibiría la nominación al Óscar por mejor actor gracias a Ma Rainey's Black Bottom, el galardón fue otorgado a Anthony Hopkins por The Father (2020), decisión que generó descontento entre algunos televidentes. Boseman fue el séptimo actor de la historia en ser nominado al Óscar de manera póstuma. Previo a su fallecimiento, también participó en la serie animada What If...? dando voz al personaje de T'Challa en cuatro episodios, siendo esta su última producción en vida y segundo trabajo póstumo. Dicha actuación de voz lo hizo acreedor de un galardón en los Premios Primetime Emmy de 2022.
Boseman tenía previsto protagonizar Black Panther: Wakanda Forever, la cual iba a iniciar su producción en 2020 y con una fecha de estreno para mayo de 2022. Se sugirió que el actor apareciera con un doble generado por computadora como se había hecho con otros actores que fallecieron antes de culminar ciertas películas como Paul Walker en Furious 7 (2015) y Carrie Fisher en Star Wars: Episodio IX - El ascenso de Skywalker (2019), pero Marvel Studios descartó tal posibilidad porque «solo hay un Chadwick Boseman y ya no está con nosotros». Posteriormente informaron que tampoco sería reemplazado por otro actor.

## Vida personal
Boseman fue criado como cristiano y fue bautizado. Se declaró como vegetariano.
Comenzó una relación con la cantante Taylor Simone Ledward a mediados de 2015, hasta que se comprometieron en octubre de 2019 y se casaron en secreto poco después.

## Fallecimiento
Boseman fue diagnosticado con cáncer colorrectal en etapa III en 2016, que finalmente progresó a un etapa IV antes de 2020. Él no había hablado públicamente sobre su diagnóstico de cáncer, y su estado no fue revelado sino hasta el día de su muerte el 28 de agosto de 2020. Durante el tratamiento (múltiples cirugías y quimioterapia) continuó trabajando y completó la filmación de varias películas, incluidas Marshall (2016), Da 5 Bloods (2020), Ma Rainey's Black Bottom (2020), entre otras.
El actor falleció el 28 de agosto de 2020 a los 43 años de edad, tras complicaciones con el cáncer de colon que padecía. En sus últimos momentos estuvo acompañado por su esposa y familia. Una declaración oficial en sus cuentas de redes sociales decía:

Es un dolor inconmensurable que confirmamos el fallecimiento de Chadwick Boseman.⁣ Chadwick fue diagnosticado con cáncer de colon en etapa III en 2016 y luchó contra él durante los últimos 4 años a medida que avanzaba a la etapa IV. Un verdadero luchador, Chadwick perseveró a través de todo y te trajo muchas de las películas que tanto han gustado. Desde Marshall hasta Da 5 Bloods, Ma Rainey's Black Bottom de August Wilson y varios más, todos fueron filmados durante y entre innumerables cirugías y quimioterapia. ⁣Fue el honor de su carrera darle vida al Rey T'Challa en Black Panther. Murió en su casa, con su esposa y su familia a su lado. ⁣La familia le agradece su amor y sus oraciones, y le pide que continúe respetando su privacidad durante este momento difícil.

Su entierro tuvo lugar el 3 de septiembre de 2020 en su natal Anderson, en una ceremonia privada a la que solo asistieron amigos y familiares. La empresa Marcus D. Brown Funeral Home fue la encargada de organizar todos los servicios fúnebres. Al día siguiente, se llevó a cabo una ceremonia pública en memoria del actor también en Anderson, en la cual el pastor que bautizó a Boseman en su infancia ofreció unas últimas palabras, así como también lo hizo Deanna Brown-Thomas, la hija del cantante James Brown, a quien Boseman interpretó en la película Get on Up (2014). Aunque varios medios reportaron que fue enterrado en el cementerio de Welfare Baptist Church de acuerdo con lo que describía su certificado de muerte, la misma iglesia y la empresa encargada de llevar a cabo los servicios fúnebres negaron tal información, sin revelar la ubicación por respeto a la familia de Boseman.

### Respuesta pública
Varias celebridades se pronunciaron a través de las redes sociales para presentar sus condolencias a la familia de Boseman y dedicar algunas palabras sobre su obra en vida. El presidente de Marvel Studios, Kevin Feige, describió la muerte del actor como un hecho «absolutamente devastador» y escribió: «Cada vez que aparecía en el set, irradiaba carisma y felicidad, y cada vez que aparecía en pantalla, creaba algo realmente único. Ahora toma su lugar como icono para las generaciones». El político Joe Biden se manifestó a través de Twitter diciendo: «El verdadero poder de Chadwick Boseman fue más grande que cualquier cosa que vimos en pantalla. Inspiró a generaciones y mostró que pueden ser lo que quieran, incluso superhéroes. Jill y yo estamos orando por sus seres queridos en este momento tan difícil». El día posterior a su fallecimiento, su último tuit rompió el récord del mayor número de me gustas en Twitter, con más de 7.7 millones en solo 24 horas. La Universidad de Howard, su alma mater, emitió un comunicado referente a su muerte declarando que «su talento será por siempre inmortalizado a través de sus personajes y su viaje personal de estudiante a superhéroe». La Major League Baseball (MLB) igualmente emitió un comunicado y presentó sus condolencias a la familia. El corredor Lewis Hamilton le dedicó su victoria en el Gran Premio de Bélgica diciendo que «hizo que todos nos sintiéramos como superhéroes». La prensa comparó su fallecimiento con el de otras celebridades afroamericanas que también murieron de forma repentina en 2020 como el baloncestista Kobe Bryant, la actriz Naya Rivera y el rapero Pop Smoke. De igual manera, notaron que el día de su muerte coincidió con la celebración del día de Jackie Robinson, beisbolista que Boseman interpretó siete años antes en la película 42 (2013).
El 30 de agosto de 2020, el canal ABC en asociación con Disney y Marvel transmitió la película Black Panther sin anuncios publicitarios y posteriormente un especial titulado Chadwick Boseman — A Tribute for a King, el cual narró la vida y carrera del actor. El canal MTV igualmente le dedicó los MTV Video Music Awards celebrados ese mismo día. La actriz Keke Palmer, conductora del evento, ofreció unas palabras en honor a Boseman al iniciar la transmisión y más tarde se le incluyó en el in memoriam. El artista Nikkolas Smith pintó un mural en su honor el cual fue exhibido en Disneyland Resort el 24 de septiembre de 2020.

## Legado
El 5 de septiembre de 2021, la Universidad de Howard renombró su facultad de bellas artes en honor al actor con el nombre Chadwick A. Boseman College of Fine Arts.

## Filmografía
| Año  | Título                     | Rol                                  | Notas                       |
| ---- | -------------------------- | ------------------------------------ | --------------------------- |
| 2008 | The Express                | Floyd Little                         |                             |
| 2013 | The Kill Hole              | Lt. Samuel Drake                     |                             |
| 2013 | 42                         | Jackie Robinson                      |                             |
| 2014 | Draft Day                  | Vontae Mack                          |                             |
| 2014 | Get on Up                  | James Brown                          |                             |
| 2016 | Dioses de Egipto           | Thoth                                |                             |
| 2016 | Capitán América: Civil War | T'Challa / Black Panther             |                             |
| 2016 | Message from the King      | Jacob King                           | También productor ejecutivo |
| 2016 | Marshall                   | Thurgood Marshall                    | También productor           |
| 2018 | Black Panther              | T'Challa / Black Panther             |                             |
| 2018 | Avengers: Infinity War     | T'Challa / Black Panther             |                             |
| 2019 | Avengers: Endgame          | T'Challa / Black Panther             |                             |
| 2019 | 21 Bridges                 | Andre Davis                          | También productor           |
| 2020 | Da 5 Bloods                | Norman Earl «Stormin' Norm» Holloway |                             |
| 2020 | Ma Rainey's Black Bottom   | Levee                                | Estreno póstumo             |

| Año       | Título          | Rol                         | Notas                             |
| --------- | --------------- | --------------------------- | --------------------------------- |
| 2003      | Third Watch     | David Wafer                 | Episodio: «In Lieu of Johnson»    |
| 2003      | All My Children | Reggie Porter Montgomery #1 |                                   |
| 2004      | Law & Order     | Foster Keyes                | Episodio: «Can I Get a Witness?»  |
| 2006      | CSI: Nueva York | Rondo                       | Episodio: «Heroes»                |
| 2008      | ER              | Derek Taylor                | Episode: «Oh, Brother»            |
| 2008      | Cold Case       | Dexter Collins              | Episodio: «Street Money»          |
| 2008-2009 | Lincoln Heights | Nathaniel «Nate» Ray        | 9 episodios                       |
| 2009      | Lie to Me       | Cabe McNeil                 | Episodio: «Truth or Consequences» |
| 2010      | Persons Unknown | Sargento McNair             | 13 episodios                      |
| 2010      | The Glades      | Michael Richmond            | Episodio: «Honey»                 |
| 2011      | Castle          | Chuck Russell               | Episodio: «Poof, You're Dead»     |
| 2011      | Fringe          | Mark Little / Cameron James | Episodio: «Subject 9»             |
| 2011      | Detroit 1-8-7   | Tommy Westin                | Episodio: «Beaten/Cover Letter»   |
| 2011      | Justified       | Ralph «Flex» Beeman         | Episodio: «For Blood or Money»    |
| 2021      | What If...?     | T'Challa / Star-Lord        | Voz, 4 episodios, estreno póstumo |

## Obras
| Año       | Título                | Notas      | Ref.   |
| --------- | --------------------- | ---------- | ------ |
| 1993      | Crossroads            | Dramaturgo | [ 90 ] |
| 1997-2000 | Rhyme Deferred        | Dramaturgo | [ 91 ] |
| 2002      | Hieroglyphic Graffiti | Dramaturgo | [ 92 ] |
| 2005      | Deep Azure            | Dramaturgo | [ 93 ] |

## Premios y nominaciones
| Año  | Premiación                 | Categoría                                                                    | Nominado por               | Resultado | Ref.            |
| ---- | -------------------------- | ---------------------------------------------------------------------------- | -------------------------- | --------- | --------------- |
| 2014 | NAACP Image Awards         | Mejor Actor de Cine                                                          | 42                         | Nominado  | [ 94 ]          |
| 2015 | NAACP Image Awards         | Mejor Actor de Cine                                                          | Get on Up                  | Nominado  | [ 95 ]          |
| 2016 | Teen Choice Awards         | Roba Escenas                                                                 | Capitán América: Civil War | Nominado  | [ 96 ]          |
| 2016 | Teen Choice Awards         | Mejor Química (compartido con el reparto)                                    | Capitán América: Civil War | Nominado  | [ 96 ]          |
| 2017 | Kids' Choice Awards        | Mejor Equipo (compartido con el reparto)                                     | Capitán América: Civil War | Nominado  | [ 97 ]          |
| 2017 | Saturn Awards              | Mejor Actor de Reparto                                                       | Capitán América: Civil War | Nominado  | [ 98 ]          |
| 2017 | NAACP Image Awards         | Mejor Actor de Reparto de Cine                                               | Capitán América: Civil War | Nominado  | [ 99 ]          |
| 2018 | NAACP Image Awards         | Mejor Actor de Cine                                                          | Marshall                   | Nominado  | [ 100 ]         |
| 2018 | NAACP Image Awards         | Celebridad del Año                                                           | Marshall                   | Nominado  | [ 100 ]         |
| 2018 | BET Awards                 | Mejor Actor                                                                  | Black Panther              | Ganador   | [ 101 ]         |
| 2018 | MTV Movie & TV Awards      | Mejor Actuación en una Película                                              | Black Panther              | Ganador   | [ 30 ]          |
| 2018 | MTV Movie & TV Awards      | Mejor Héroe                                                                  | Black Panther              | Ganador   | [ 30 ]          |
| 2018 | MTV Movie & TV Awards      | Mejor Pelea (con Winston Duke)                                               | Black Panther              | Nominado  | [ 30 ]          |
| 2018 | MTV Movie & TV Awards      | Mejor Equipo en Pantalla (con Lupita Nyong'o, Letitia Wright y Danai Gurira) | Black Panther              | Nominado  | [ 30 ]          |
| 2018 | People's Choice Awards     | Estrella de Cine Masculina Favorita                                          | Black Panther              | Ganador   | [ 102 ]         |
| 2018 | People's Choice Awards     | Estrella de Cine de Acción Favorita                                          | Black Panther              | Nominado  | [ 102 ]         |
| 2018 | Teen Choice Awards         | Mejor Actor de Cine de Ciencia Ficción                                       | Black Panther              | Nominado  | [ 103 ]         |
| 2018 | Teen Choice Awards         | Mejor Pareja (con Lupita Nyong'o)                                            | Black Panther              | Nominado  | [ 103 ]         |
| 2018 | Teen Choice Awards         | Mejor Beso (con Lupita Nyong'o)                                              | Black Panther              | Nominado  | [ 103 ]         |
| 2018 | Saturn Awards              | Mejor Actor                                                                  | Black Panther              | Nominado  | [ 104 ]         |
| 2019 | Kids' Choice Awards        | Actor de Cine Favorito                                                       | Black Panther              | Nominado  | [ 105 ]         |
| 2019 | NAACP Image Awards         | Mejor Actor de Cine                                                          | Black Panther              | Ganador   | [ 106 ]         |
| 2019 | NAACP Image Awards         | Celebridad del Año                                                           | Black Panther              | Nominado  | [ 106 ]         |
| 2019 | Screen Actors Guild Awards | Mejor Reparto                                                                | Black Panther              | Ganador   | [ 31 ]          |
| 2019 | BET Awards                 | Mejor Actor                                                                  | Avengers: Infinity War     | Nominado  | [ 107 ]         |
| 2020 | MTV Movie & TV Awards      | Mejor Héroe de Todos los Tiempos                                             | Black Panther              | Ganador   | [ 108 ]         |
| 2020 | NAACP Image Awards         | Mejor Actor de Cine                                                          | 21 Bridges                 | Nominado  | [ 109 ]         |
| 2021 | BAFTA Awards               | Mejor Actor                                                                  | Ma Rainey's Black Bottom   | Nominado  | [ 110 ]         |
| 2021 | BET Awards                 | Mejor Actor                                                                  | Ma Rainey's Black Bottom   | Ganador   | [ 111 ]         |
| 2021 | Critics' Choice Awards     | Mejor Actor de Reparto                                                       | Da 5 Bloods                | Nominado  | [ 112 ] [ 113 ] |
| 2021 | Critics' Choice Awards     | Mejor Actor                                                                  | Ma Rainey's Black Bottom   | Ganador   | [ 112 ] [ 113 ] |
| 2021 | Golden Globe Awards        | Mejor Actor - Drama                                                          | Ma Rainey's Black Bottom   | Ganador   | [ 9 ]           |
| 2021 | Gotham Awards              | Mejor Actor                                                                  | Ma Rainey's Black Bottom   | Nominado  | [ 114 ]         |
| 2021 | Gotham Awards              | Tributo al Actor                                                             | Ma Rainey's Black Bottom   | Ganador   | [ 115 ]         |
| 2021 | MTV Movie & TV Awards      | Mejor Actuación en una Película                                              | Ma Rainey's Black Bottom   | Ganador   | [ 116 ]         |
| 2021 | NAACP Image Awards         | Mejor Actor de Cine                                                          | Ma Rainey's Black Bottom   | Ganador   | [ 117 ] [ 118 ] |
| 2021 | NAACP Image Awards         | Mejor Actor de Reparto de Cine                                               | Da 5 Bloods                | Ganador   | [ 117 ] [ 118 ] |
| 2021 | National Board of Review   | Premio al Icono                                                              | Ma Rainey's Black Bottom   | Ganador   | [ 119 ]         |
| 2021 | Premios Óscar              | Mejor Actor                                                                  | Ma Rainey's Black Bottom   | Nominado  | [ 8 ]           |
| 2021 | Screen Actors Guild Awards | Mejor Actor                                                                  | Ma Rainey's Black Bottom   | Ganador   | [ 10 ] [ 120 ]  |
| 2021 | Screen Actors Guild Awards | Mejor Reparto                                                                | Ma Rainey's Black Bottom   | Nominado  | [ 10 ] [ 120 ]  |
| 2021 | Screen Actors Guild Awards | Mejor Reparto                                                                | Da 5 Bloods                | Nominado  | [ 10 ] [ 120 ]  |
| 2021 | Screen Actors Guild Awards | Mejor Actor de Reparto                                                       | Da 5 Bloods                | Nominado  | [ 10 ] [ 120 ]  |
| 2021 | Satellite Awards           | Mejor Actor de Reparto                                                       | Da 5 Bloods                | Ganador   | [ 121 ]         |
| 2021 | Satellite Awards           | Mejor Actor — Drama                                                          | Ma Rainey's Black Bottom   | Nominado  | [ 121 ]         |
| 2022 | Premios Primetime Emmy     | Mejor Actuación de Voz                                                       | What If...?                | Ganador   | [ 55 ]          |